# Гази Баба (община)
Газѝ Баба̀ (на македонска литературна норма: Гази Баба) е община в Северна Македония, градска община на столицата Скопие. Образувана е на 3 ноември 1976 година, който ден е неин празник. След обявяване на независимостта на Северна Македония община Гази Баба се превръща в главна комуникационна и транспортна артерия на македонската столица.

## Географско положение
Община Гази Баба заема 92 km2 и се намира в източната част на Скопската котловина и град Скопие. По-голямата част от територията на общината е обработваема площ (65% от общата площ), а източната част е заета от склоновете на планината Скопска Черна гора. Тук в северната част се намира и един от големите скопски паркове „Гази баба“. Общината граничи със скопските общини Бутел и Чаир на север, с Център и Аеродрум на запад, с Илинден и Ибрахимово на юг, с Арачиново и Липково на изток.

### Климат
Климатът в община Гази Баба е под влияние на средиземноморския и умерено-континенталния климат, които предизвикват студена и влажна зима и топло континентално или сухо средиземноморско лято.
Средната годишна температура на въздуха е +12,2 °C, минималната температура на въздуха е -22,2 °C, а максималната е +40 °C.

## Население
Според преброяването от 2002 година в общината живеят 72 222 души, което я прави една от най-големите общини в Северна Македония по брой на населението. То има следната възрастова структура:
- от 20 до 32,9 години (31,3 %)
- до 40 години (62,6%)
- от 60 години и повече (10,3%)

### Етническа структура
В Община Гази баба живеят следните етнически групи:
| Етническа принадлежност | Процент |
| северномакедонци        | 73,5%   |
| албанци                 | 17,3%   |
| турци                   | 0,8%    |
| роми                    | 2,9%    |
| власи                   | 0,3%    |
| сърби                   | 2,9%    |
| бошняци                 | 0%      |
| други                   | 1,3%    |

## Икономика
Община Гази Баба е най-голямата индустриална зона на град Скопие и Северна Македония. На нейната територия се създава една трета от БВП на Македония. Наличието на добри обработваеми площи, добра транспортна инфраструктура, специализирана работна ръка, научни, образователни и здравеопазващи институции е благоприятна предпоставка за икономическото развитието на община Гази баба като част от град Скопие.

## Образование и култура
Община Гази Баба е и образователното средище на град Скопие. На нейната територия се намират 4 факултета от държавния Скопски университет „Св. св. Кирил и Методий“, учебни звена на 2 частни университета – Европейския университет и Питсбургския университет, 11 основни училища, училище за деца със специални нужди, 5 средни училища и студентски център.
На територията на общината се намират Македонският национален театър, Драматичният театър, Архелологическият музей, Градският музей, Музеят на Македония, Тутунсуз джамия и Природният музей на страната.